# マデリーン・ブルーワー
マデリーン・キャスリン・ブルーワー（Madeline Kathryn Brewer、1992年5月1日 - ）は、アメリカ合衆国の女優。『オレンジ・イズ・ニュー・ブラック』のトリシア・ミラー役(2013)や、『ハンドメイズ・テイル/侍女の物語』のジャニーン役(2017-)などで知られる。
「マデリーン・ブリューワー」と表記されることもある。

## キャリア
ニュージャージー州のピットマン出身。俳優とミュージジャンの両親のもとに生まれた。
ニューヨークの演劇学校、American Musical and Dramatic Academy (通称:AMDA)を卒業した。
2013年、Netflix初のオリジナルドラマシリーズ、『オレンジ・イズ・ニュー・ブラック』シーズン1に登場する、リッチフィールド刑務所の囚人の一人、トリシア・ミラー役でデビューした。2016年には、同じくNetflixドラマ作品の『ブラック・ミラー』のシーズン3の第5話に出演。2017年からは、Huluオリジナルシリーズの『ハンドメイズ・テイル/侍女の物語』に、エリザベス・モス演じる主人公オブフレッドの仲間の侍女のうちの一人、ジャニーン役でレギュラー出演している。

## 私生活
2017年頃から、Netflixドラマ作品の『オザークへようこそ』などに出演した俳優のスペンサー・ネヴィルと交際し、同棲している。

## 主な出演作品

### 映画
| 公開年 | 邦題 原題                      | 役名                      | 備考                      |
| ------ | ------------------------------ | ------------------------- | ------------------------- |
| 2017   | Hedgehog                       | アリ                      |                           |
| 2017   | Flesh and Blood                | マディ                    |                           |
| 2018   | Still                          | リリー                    |                           |
| 2018   | Braid                          | ダフネ・ピーターズ/マザー | [ 6 ]                     |
| 2018   | カムガール Cam                 | アリス/ローラ             | Netflixオリジナル映画作品 |
| 2019   | 囚われた国家 Captive State     | ルーラ                    |                           |
| 2019   | ハスラーズ Hustlers            | ドーン                    |                           |
| 2019   | Now Is Everything              | ハンナ/ケイト             |                           |
| 2021   | The Ultimate Playlist of Noise | ウェンディ                |                           |
| TBA    | Separation                     | サマンサ                  | ポストプロダクション      |

### テレビシリーズ
| 放映年  | 邦題 原題                                                | 役名                                                | 備考                              |
| ------- | -------------------------------------------------------- | --------------------------------------------------- | --------------------------------- |
| 2013    | オレンジ・イズ・ニュー・ブラック Orange Is the New Black | トリシア・ミラー                                    | シーズン1、計7エピソード出演      |
| 2014-15 | ヘムロック・グローヴ Hemlock Grove                       | ミランダ・ケイツ                                    | シーズン2と3、計10エピソード出演  |
| 2014    | STALKER: ストーカー犯罪特捜 Stalker                      | クラウディア・バーク                                | 1エピソード出演                   |
| 2015-16 | GRIMM/グリム Grimm                                       | ビリー・トランプ                                    | 計2エピソード出演                 |
| 2016    | ブラック・ミラー Black Mirror                            | レイマン                                            | シーズン3第5話 「虫けら掃討作戦」 |
| 2016    | The Deleted                                              | アガサ                                              | ウェブシリーズ                    |
| 2017-   | ハンドメイズ・テイル/侍女の物語 The Handmaid's Tale      | ジャニーン/オブウォーレン/オブダニエル/オブハワード | レギュラー出演                    |
| 2020    | Acting for a Cause                                       | クラウディウス                                      | 1エピソード出演                   |
| 2022    | シャイニング・ガール Shining Girls                       | クララ                                              | [ 8 ]                             |